# Lokalne volitve v Sloveniji 2012
Nadomestne županske volitve v Sloveniji so potekale predvidoma 25. marca 2012 v enajstih občinah, kjer so bili župani v državnozborskih volitvah decembra 2011 izvoljeni v Državni zbor Republike Slovenije, s čimer jim je avtomatično prenehal županski mandat.
Volitve so izvedle naslednje občine: Mestna občina Ljubljana, Mestna občina Slovenj Gradec, Občina Metlika, Občina Krško, Občina Železniki, Občina Destrnik, Občina Duplek, Občina Mirna peč, Občina Polzela, Občina Bovec in Občina Radeče.